# Pietro del Montenegro
Il principe Pietro Petrović-Njegoš del Montenegro, Granduca di Zaclumia (Cettigne, 10 ottobre 1889 – Merano, 7 maggio 1932) è stato un soldato nelle guerre jugoslave e nella prima guerra mondiale, inoltre fu un membro della famiglia reale del Montenegro.

## Infanzia
Pietro nacque a Cettigne, figlio più giovane del Principe Nicola I del Montenegro e della consorte Milena, fu battezzato il 19 gennaio 1890 a Fiume, il padrino fu l'Imperatore Alessandro III di Russia mentre la madrina la Duchessa di Edimburgo. 
Studiò a Heidelberg, prestò servizio nell''Esercito montenegrino. Sarebbero passati altri quattro anni prima che lo scoppio della prima guerra balcanica (1912-1913) lo vedesse in azione. Il principe Pietro iniziò simbolicamente il conflitto sparando il primo colpo alle forze turche. Essendo il figlio più giovane del Re e quindi improbabile erede al trono montenegrino, Pietro fu considerato un candidato al trono d'Albania dopo che quel Paese ottenne l'indipendenza dall'Impero ottomano nel 1912; trono che fu poi affidato al principe tedesco Guglielmo di Wied.

## Prima Guerra Mondiale
Il principe Pietro partecipò alla Prima Guerra Mondiale. Alla fine di agosto 1914, durante il primo mese di guerra, il principe era al comando della difesa di Lovćen quando fu attaccato dagli austriaci. Con l'aiuto di una flotta navale anglo-francese riuscì a condurre un contrattacco di successo e il suo esercito riuscì a uccidere e catturare molti soldati austriaci e cannoni di artiglieria. Nel marzo 1915 il suo esercito era avanzato in territorio austriaco tenendo un tratto di 30 miglia da Spizza a una fortezza meridionale nella baia di Cattaro. Dopo la resa di Lovćen da parte del principe Pietro nel 1916, la guerra si era rivolta contro il Montenegro a favore degli austriaci numericamente superiori. Nel gennaio dello stesso anno insieme ai suoi genitori Pietro lasciò il Montenegro dirigendosi prima a Roma e poi in Francia dove si unì al resto della famiglia reale.

## Esilio

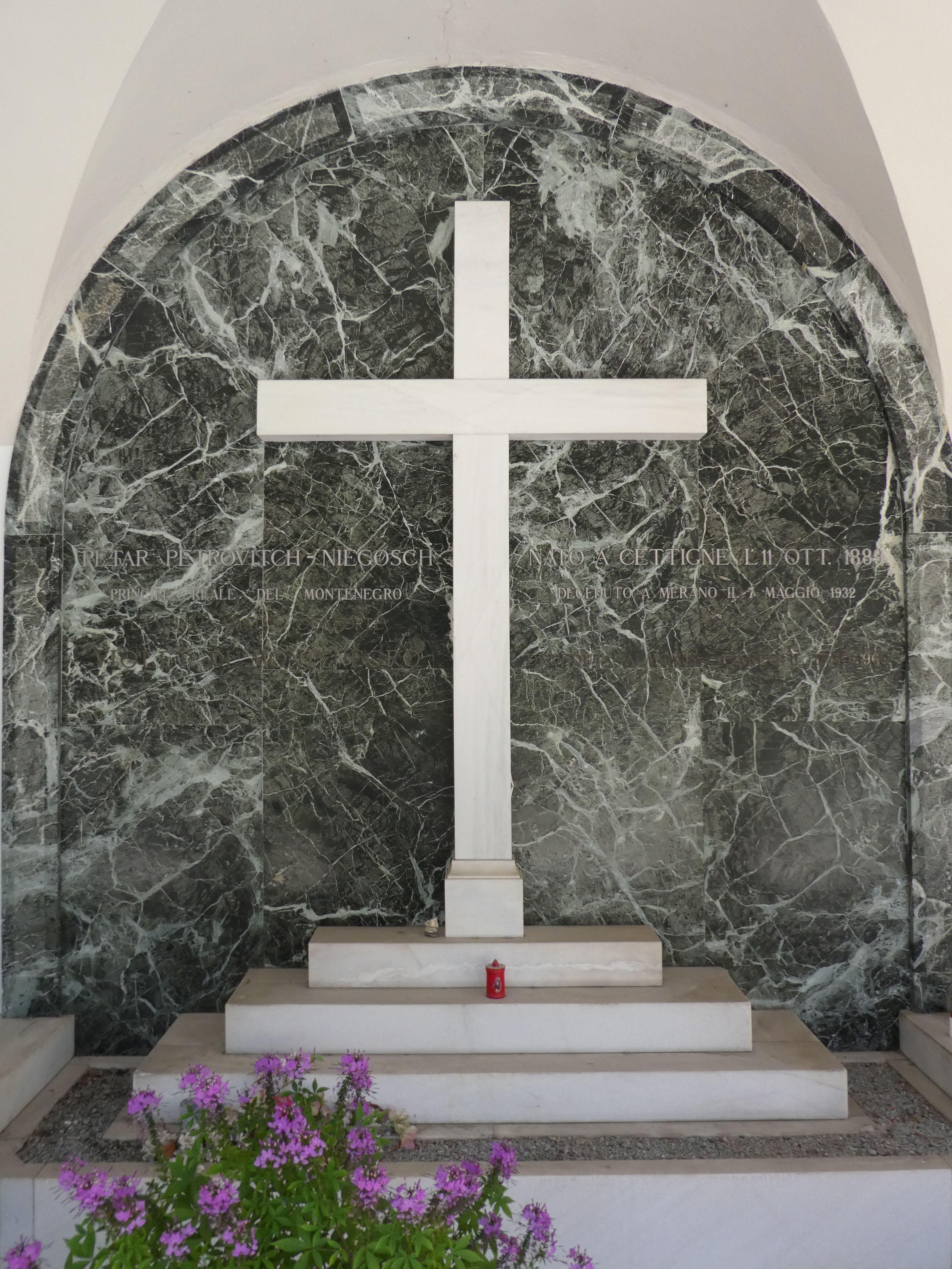
La tomba nel cimitero di Merano

Nell'autunno del 1918, mentre era ancora in esilio in Francia, il principe Pietro incontrò una donna sposata di nome Violette Brunet, (altrimenti Violet Brunetta d'Usseaux) il cui marito (il nobile italiano Sergio Brunetta d'Usseaux) era al servizio di suo padre, il re Nicola I del Montenegro. Essendo innamorato e desideroso di sposarla, il principe scrisse a suo padre chiedendogli di organizzare il matrimonio. Quando suo padre si oppose, Pietro cercò di ricattarlo, minacciando di rivelare segreti dannosi sulla resa di Lovćen. In ogni caso, Nicola I morì nel 1921. Con la fine della prima guerra mondiale, Pietro e la famiglia reale montenegrina furono esiliati e gli fu negata la possibilità di tornare nel loro regno quando l'Assemblea di Podgorica, a seguito di un discutibile processo di selezione dei candidati, fece prevalere numericamente i Bianchi unionisti rispetto ai Verdi, che erano a favore della preservazione dello stato montenegrino, unendo così il Montenegro al Regno di Jugoslavia.
Sposò Violet a Parigi il 29 aprile 1924: dopo il matrimonio la moglie del principe Peter divenne Sua Altezza Reale Principessa Violet Ljubica del Montenegro. Nel 1932, il principe Pietro morì a Merano all'età di 42 anni. Sua moglie, la principessa Violet Ljubica del Montenegro, morì a Monte Carlo il 17 ottobre 1960. Non ebbero figli.

## Titoli e trattamento
- 10 Ottobre 1889 – 28 Agosto 1910: Sua Altezza il Principe Pietro Petrovich-Njegosh del Montenegro, Gran Duca di Zaclumia
- 28 Agosto 1910 – 7 Maggio 1932: Sua Altezza reale il Principe Pietro Petrovich-Njegosh del montenegro, Gran Duca di Zlacumia

## Ascendenza
|                                |                      |                    | Genitori |  |  | Nonni |  |  | Bisnonni               |  |  | Trisnonni            |  |
|                                |                      |                    |          |  |  |       |  |  | Stanko Petrović-Njegoš |  |  | Sava Petrović-Njegoš |  |
|                                |                      |                    |          |  |  |       |  |  | Stanko Petrović-Njegoš |  |  | Sava Petrović-Njegoš |  |
|                                |                      | Angelika Radamović |          |  |  |       |  |  | Stanko Petrović-Njegoš |  |  |                      |  |
| Granduca Mirko Petrović-Njegoš |                      |                    |          |  |  |       |  |  | Stanko Petrović-Njegoš |  |  |                      |  |
|                                |                      | Christine Vrbitsa  | …        |  |  |       |  |  |                        |  |  |                      |  |
|                                |                      | Christine Vrbitsa  | …        |  |  |       |  |  |                        |  |  |                      |  |
|                                |                      | Christine Vrbitsa  | …        |  |  |       |  |  |                        |  |  |                      |  |
| Nicola I del Montenegro        |                      | Christine Vrbitsa  |          |  |  |       |  |  |                        |  |  |                      |  |
|                                |                      | Drago Martinović   | …        |  |  |       |  |  |                        |  |  |                      |  |
|                                |                      | Drago Martinović   | …        |  |  |       |  |  |                        |  |  |                      |  |
|                                |                      | Drago Martinović   | …        |  |  |       |  |  |                        |  |  |                      |  |
| Anastasija Martinović          |                      | Drago Martinović   |          |  |  |       |  |  |                        |  |  |                      |  |
|                                |                      | Stana Martinović   | …        |  |  |       |  |  |                        |  |  |                      |  |
|                                |                      | Stana Martinović   | …        |  |  |       |  |  |                        |  |  |                      |  |
|                                |                      | Stana Martinović   | …        |  |  |       |  |  |                        |  |  |                      |  |
| Pietro del Montenegro          |                      | Stana Martinović   |          |  |  |       |  |  |                        |  |  |                      |  |
|                                | Peter Perkov Vukotić | …                  |          |  |  |       |  |  |                        |  |  |                      |  |
|                                | Peter Perkov Vukotić | …                  |          |  |  |       |  |  |                        |  |  |                      |  |
|                                | Peter Perkov Vukotić | …                  |          |  |  |       |  |  |                        |  |  |                      |  |
| Petar Vukotić                  | Peter Perkov Vukotić |                    |          |  |  |       |  |  |                        |  |  |                      |  |
|                                |                      | Stana Milić        | …        |  |  |       |  |  |                        |  |  |                      |  |
|                                |                      | Stana Milić        | …        |  |  |       |  |  |                        |  |  |                      |  |
|                                |                      | Stana Milić        | …        |  |  |       |  |  |                        |  |  |                      |  |
| Milena Vukotić                 |                      | Stana Milić        |          |  |  |       |  |  |                        |  |  |                      |  |
|                                |                      | Tadija Vervodić    | …        |  |  |       |  |  |                        |  |  |                      |  |
|                                |                      | Tadija Vervodić    | …        |  |  |       |  |  |                        |  |  |                      |  |
|                                |                      | Tadija Vervodić    | …        |  |  |       |  |  |                        |  |  |                      |  |
| Elena Vervodić                 |                      | Tadija Vervodić    |          |  |  |       |  |  |                        |  |  |                      |  |
|                                |                      | Milica Pavičević   | …        |  |  |       |  |  |                        |  |  |                      |  |
|                                |                      | Milica Pavičević   | …        |  |  |       |  |  |                        |  |  |                      |  |
|                                |                      | Milica Pavičević   | …        |  |  |       |  |  |                        |  |  |                      |  |
|                                |                      | Milica Pavičević   |          |  |  |       |  |  |                        |  |  |                      |  |